# Royale Union Saint-Gilloise
Royale Union Saint-Gilloise, forkortet som USG, Union SG eller bare Union, er en belgisk fodboldklub fra Bruxelles. Klubben spiller på nuværende tidspunkt i Belgiens 1. division A, den bedste række i Belgien.

## Historie
Klubben blev grundlagt i 1897. Klubben var i perioden før anden verdenskrig den mest succesfulde klub i Belgien, da de vandt 11 belgiske mesterskaber mellem 1904 og 1935. Klubbens fortsatte med at spille i den bedste belgiske række frem til 1963, hvor at de rykkede ned for første gang. Efter en kort tilbagevendelse i den bedste række, rykkede de igen ned i 1972, og herefter ville der gå 49 år før at de igen ville spille i den bedste række.
I maj 2018 blev det annonceret at Tony Bloom, ejeren af den engelske klub Brighton & Hove Albion, ville købe en kontrollerende andel i klubben. Union og Brighton har siden Blooms overtagelse haft tæt samarbejde, og Union har til en grad fungeret som en udviklingsklub for Brighton, som har lejet mange spillere til klubben.
I 2020-21 sæsonen lykkedes det endeligt for Union at vende tilbage til den bedste række siden 1972. Union overraskede alle i deres retursæson i 2021-22, da de endte med at føre ligaen i store dele af sæsonen, og lignede at de ville vinde mesterskabet. Det glippede dog i sæsonens sidste kampe, og det måtte nøjes med andenpladsen da Club Brugge vandt ligaen, og Union gik glip at et første mesterskab siden 1935.

## Titler
National titel
- Belgiske 1. division: 11 (1903-04, 1904-05, 1905-06, 1906-07, 1908-09, 1909-10, 1912-13, 1922-23, 1932-33, 1933-34, 1934-35)
- Belgiske 2. division: 4 (1900-1901, 1950-1951, 1963-64, 2020-21)
- Belgiske 3. division A: 2 (1975-76, 1983-84)
- Belgiske 3. division B: 1 (2003-04)
- Belgisk 4. Division: 1 (1982-83)
- Belgisk Cup: 3 (1912-13, 1913-14, 2023-24)
- Jules Pappaert Cup: 3 (1956, 1976, 2021)

International Titel
- Challenge International du Nord: 3 (1904, 1905, 1907)
- Van der Straeten Ponthoz Cup: 3 (1905, 1906, 1907)
- Jean Dupuich Cup: 4 (1912, 1913, 1914, 1925)

## Nuværende trup
Oversigten er opdateret til og med 2. april 2025.| Nr. | Land      | Position | Spiller             |
| --- | --------- | -------- | ------------------- |
| 1   | Belgien   | MM       | Vic Chambaere       |
| 4   | Norge     | MI       | Mathias Rasmussen   |
| 5   | Argentina | FO       | Kevin Mac Allister  |
| 6   | Belgien   | MI       | Kamiel Van De Perre |
| 9   | Kroatien  | AN       | Franjo Ivanovic     |
| 10  | Belgien   | MI       | Anouar Ait El Hadj  |
| 11  | Tyskland  | AN       | Henok Teklab        |
| 12  | Canada    | AN       | Promise David       |
| 13  | Ecuador   | AN       | Kevin Rodríguez     |
| 14  | Sverige   | MM       | Joachim Imbrechts   |
| 16  | England   | FO       | Christian Burgess   |

| Nr. | Land                        | Position | Spiller                                 |
| --- | --------------------------- | -------- | --------------------------------------- |
| 19  | Belgien                     | FO       | Guillaume François                      |
| 20  | Schweiz                     | AN       | Marc Giger                              |
| 21  | Belgien                     | MI       | Alessio Castro-Montes                   |
| 22  | Senegal                     | AN       | Ousseynou Niang                         |
| 23  | Marokko                     | AN       | Sofiane Boufal                          |
| 24  | Belgien                     | MI       | Charles Vanhoutte                       |
| 25  | Israel                      | AN       | Anan Khalaili                           |
| 26  | England                     | FO       | Ross Sykes                              |
| 27  | Demokratiske Republik Congo | MI       | Noah Sadiki                             |
| 28  | Japan                       | FO       | Koki Machida (Lånt fra Kashima Antlers) |
| 48  | Belgien                     | FO       | Fedde Leysen                            |
| 49  | Luxembourg                  | MM       | Anthony Moris                           |
| 77  | Ghana                       | AN       | Mohammed Fuseini                        |

### Udlejet
| Nr. | Land    | Position | Spiller                                    |
| --- | ------- | -------- | ------------------------------------------ |
| –   | England | FO       | Matthew Sorinola (Udlånt til Swansea City) |

| Nr. | Land    | Position | Spiller                                 |
| --- | ------- | -------- | --------------------------------------- |
| –   | Belgien | MI       | Ilyes Ziani (Udlånt til Standard Liège) |